# (13179) Johncochrane
(13179) Johncochrane ist ein Asteroid des Hauptgürtels, der am 18. April 1996 vom belgischen Astronomen Eric Walter Elst am La-Silla-Observatorium (IAU-Code 809) der Europäischen Südsternwarte in Chile entdeckt wurde.
Der Asteroid wurde am 27. Mai 2010 nach dem schottischen Entdecker John Dundas Cochrane (1780–1825) benannt, der zwischen 1820 und 1823 zu Fuß Russland bis Kamtschatka durchquerte.
Der Himmelskörper gehört zur Themis-Familie, einer Gruppe von Asteroiden, die nach (24) Themis benannt wurde.